# Lampé László
Lampé László (Budapest, 1929. november 24. - Debrecen, 2020. november 30.) magyar orvos, professzor emeritus, a hazai szülészet-nőgyógyászat kiemelkedő alakja.

## Életpályája
Általános és középiskolai tanulmányait Jászberényben végezte. 1948-ban érettségizett. Szakmai pályafutása Debrecenhez kötődik. 
A Debrecenei Egyetem professzor emeritusa lett. 
A Szülészeti és Nőgyógyászati Klinika az ő vezetése  alatt - Európában elsőként, 1992-ben megkapta  a „Bababarát kórház” elismerést. Az intézményt a WHO 1987-ben WHO Collaborating Centerré avatta.

## Díjai, elismerései
- Érdemes Orvos (1964)
- Az Oktatásügy Kiváló Dolgozója (1975)
- Burg Ete Emlékérme (1978)
- Kiváló Orvos (1979)
- DOTE Kiváló Dolgozója (1980)
- Markusovszky Díj (1981)
- Munka Érdemrend arany fokozata (1984)
- Lengyel Egészségügyért kitüntetés (1986)
- Semmelweis emlékérem (1991)
- Markhot Ferenc emlékérem (1994)
- Kettesy Aladár emlékérem (1995)
- Pro Universitate (1995)
- Tauffer Vilmos emlékérem (1995)
- Magyar Nőorvos Társaság jubileumi érem (1996)
- Apáczai-Csere János díj (1998)
- Árvay Sándor emlékérem (1999)
- Bocskai István díj (2000)
- Marksovszky emlékérem (2004)
- Debrecen Város Pro Urbe díja (2004)
- A Magyar Nőorvos Társaság örökös tiszteletbeli elnöke (2006)
- Veres János emlékérem (2006)
- "80 éves a debreceni orvosképzés” emlékplakett (1999, 2007)
- „90 éves a debreceni orvosképzés” emlékplakett (2009)
- Tiszteletbeli szülésznő (2012)
- A Kenézy Gyula Baráti Társaság elnöke (2013)
- Berettyóújfalu Szülészetéért (2013) Gyémánt Diploma (2014)
- Semmelweis-díj (2014)
- A Magyar Nőorvos Társaság Életműdíja (2015)